# 荒魂與和魂

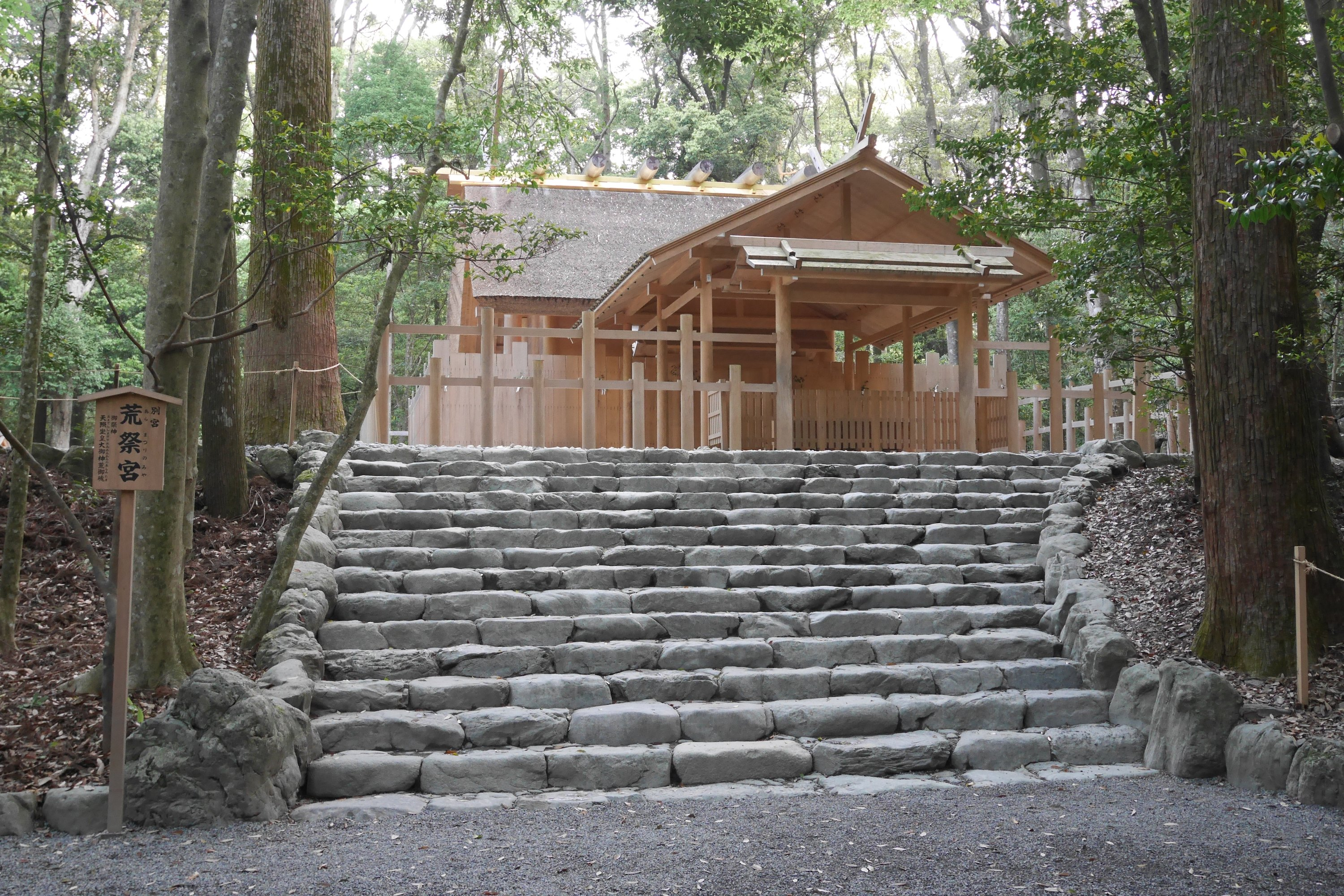
祭祀天照大神荒御魂形象的荒祭宮，位于三重縣伊勢市

荒魂（日语：／）與和魂（日语：／），是指日本神道信仰中，神的靈魂所持的兩種形象。

## 概念
許多日本思想家認為人類及神祇的靈魂都由許多不同且獨立的部分所構成，例如本居宣長。
由本田親徳及出口王仁三郎等宗教家所提出的「一靈四魂」認為，神的靈魂是由四個部份所構成，分別是荒御魂、和御魂、幸御魂及奇御魂。每一個魂都有不同的功能且互相配合。荒御魂、和御魂、幸御魂及奇御魂分別代表：「勇」、「親」、「愛」、「智」。

## 特徵
荒御魂是指神靈無常的凶禍形象，象徵「勇猛果斷、俠義堅毅」的精神面向。
神祇第一次現身時會顯現出荒御魂的形象，因為人們必須舉行適當的安撫儀式來崇拜祂，因此和御魂形象會隨著出現。神明在正常狀態下會維持和御魂的形象，而荒御魂的形象則出現在戰爭或自然災害發生時。
和御魂是指神靈平和的安穩形象，象徵「仁愛、謙遜」的精神面向。
和御魂在一靈四魂的概念裡衍生出兩種御魂，分別為幸御魂（さきたま、さきみたま、さちみたま）與奇御魂（くしたま、くしみたま）。幸御魂是代表祝福和繁榮的靈魂。在《日本書紀》中，神祇曾以幸御魂及奇御魂這兩種型態來互相溝通。幸御魂在神道中也有豐收的意含在內。本居宣長及其他人認為，幸御魂不會比和御魂更常見。奇御魂經常與幸御魂一起出現，這種力量隱藏於大豐收中。人們認為奇御魂具有神秘的力量，能夠治愈的疾病。奇御魂也是代表觀察能力、分析能力及理解能力。

## 備註
荒御魂與和御魂通常被認為是互相對立的，本居宣長認為另外兩種御魂型態不會比和御魂形象更常出現。和御魂及荒御魂的形象在任何情況下都是完全獨立的，以至於兩種靈魂型態有時分別以不同的神社與方式來供奉。
例如下關市的住吉神社供奉的住吉神屬於荒御魂的形象，而大阪住吉大社供奉的則是和御魂的形象。伊勢神宮的一個攝末社供奉著天照大神的荒御魂形象。熱田神宮的攝末社一之御前神社供奉著天照大神的荒御魂形象，而另一個攝末社徹社則供奉著祂的和御魂形象。
自從明治維新展開以後，驅使神道開始合理化和系統化，所以神明的這兩種靈魂型態沒有獨自供奉的現象也開始出現。

## 流行文化
- 日本動漫《犬夜叉》中的四魂之玉。巫女翠子的四魂和妖怪融合體的四魂結合成四魂之玉，靈魂在其中永恆戰鬥，並且會因為持有者而偏向正或邪。主角團隊也分別代表四魂的性質之一。
- 《拳皇98终极之战OL》四魂阵容。
- 《怪物彈珠》爆絕第四週系列。
- 日本游戏《仁王》、《仁王2》中的荒魂与和魂。